# Seemannspfarramt der Nordkirche

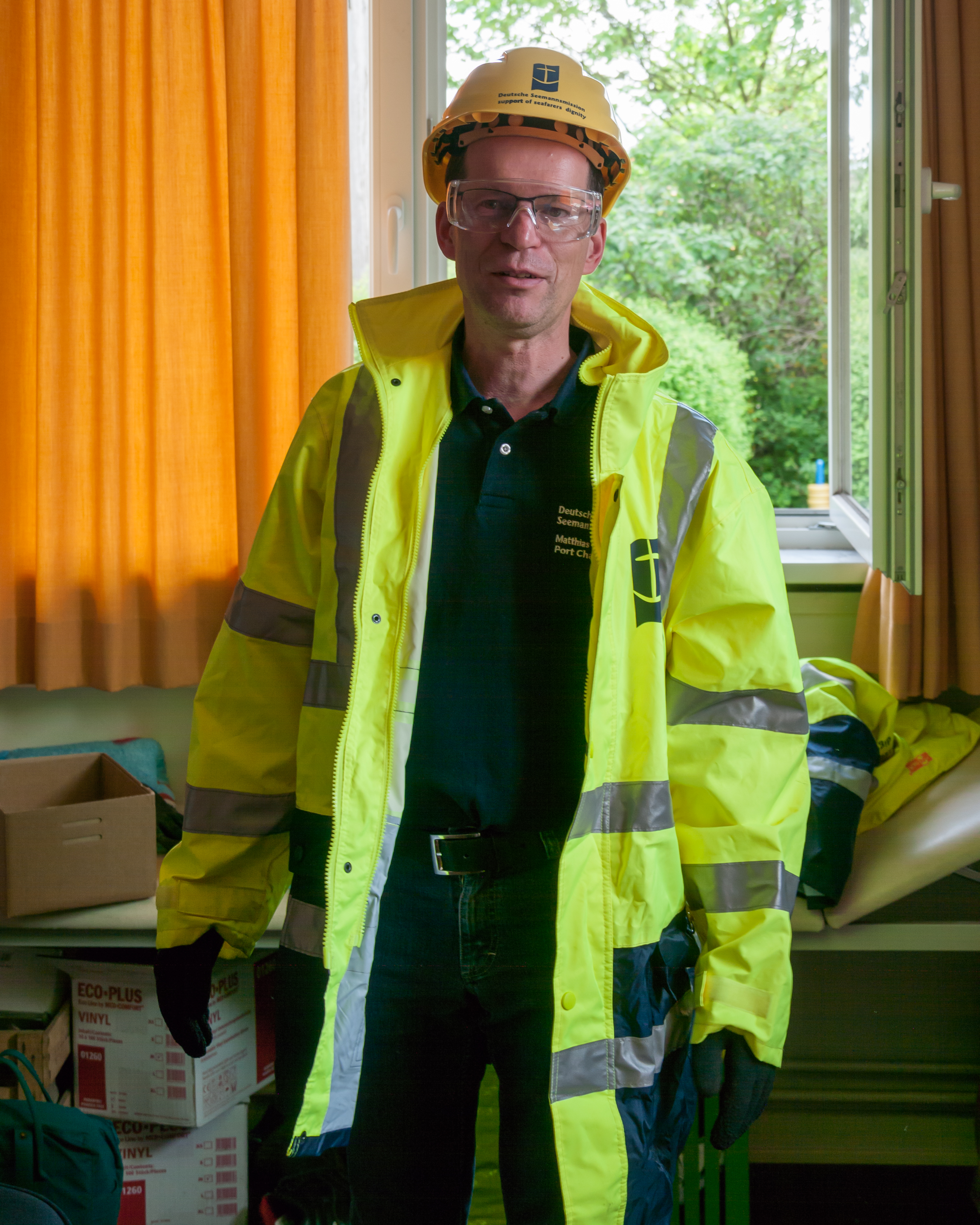
Seemannspastor Matthias Ristau in Schutzausrüstung

Das Seemannspfarramt der Nordkirche ist die koordinierende Stelle für die angeschlossenen Seemannsmissionen innerhalb der Deutschen Seemannsmission (DSM) und für die seelsorgerliche Betreuung für Seeleute.
In Zusammenarbeit mit den Stationen der DSM, staatlichen Organisationen und Hafenbetrieben engagiert sich das Seemannspfarramt der Nordkirche in der Mission Hamburg-Altona, im Seemannsclub Duckdalben, dem Seemannsheim Krayenkamp und den Seemannsmissionen Brunsbüttel, Lübeck, Kiel, Sassnitz und Rostock für das Wohlergehen der Seeleute auf den Schiffen, die in den dortigen Häfen anlegen. Die haupt- und ehrenamtlichen Mitarbeitenden der Seemannsmission machen Bordbesuche, halten Gottesdienste ab, bieten seelsorgerliche und geistliche Begleitung an, organisieren praktische Hilfe und Freizeitangebote. Langfristiges Ziel der Arbeit ist es, die Lebens- und Arbeitsbedingungen der Seeleute, die oft monatelang auf engstem Raum auf ihrem Schiff leben, zu verbessern.
Zu den hauptsächlichen Tätigkeiten des Seemannspastors zählen die Koordination der Missionen innerhalb des Hauptbereiches Mission und Ökumene der Nordkirche, Bordbesuche und Seelsorge auf Schiffen, die in den betreuten Häfen zu Gast sind, Unterstützung in Seemannsclubs und die spezielle Arbeit für Kreuzfahrt-Crews. Der Sitz des Seemannspfarramtes ist die Seemannsmission Altona. Der Seemannspastor wird zeitweise durch philippinische Geistliche und durch die Diakone der Missionen unterstützt.